# Superliga Tenis 2022
Die Lotto Superliga Tenis 2022 war die polnische Mannschaftsmeisterschaft im Tennis im Jahr 2022, die in diesem Jahr für Damen und Herren gemeinsam in einem neuen gemischten Format ausgetragen wurde. Dabei traten zunächst acht Mannschaften vom 29. Mai bis zum 14. August im Ligasystem in einer einfachen Runde gegeneinander an. Die besten vier Teams ermittelten dann vom 8. bis 10. Dezember im Centrum Rekreacyjno-Sportowe in Zielona Góra in einem Final-Four-Turnier den Meister.
Es wurden jeweils zwei Damen- und Herreneinzel sowie jeweils ein Damen- und Herrendoppel gespielt. Im Falle des Gleichstands nach den sechs Matches wurde noch ein Mixed ausgetragen. Im ersten Fall wurde die Begegnung mit 3:0 gewertet, im zweiten Fall mit 2:1. Beim Final-Four-Turnier wurden dann nur die Einzel gespielt, falls danach schon der Sieger feststand.
Es gibt auch eine zweite Spielklasse (1. Liga) mit ebenfalls acht Mannschaften. Die geplante 2. Liga wurde zunächst nicht eingerichtet. Der Letztplatzierte der Superliga musste absteigen, der Vorletzte bestritt ein Heim-Relegationsspiel gegen den Zweiten der 1. Liga.
Präsidentin der Superliga-Aktiengesellschaft ist die Fechtweltmeisterin und ehemalige Sportministerin Danuta Dmowska-Andrzejuk, Vizepräsident ist der Sportveranstalter Artur Bochenek. Hauptsponsor der Superliga, die mit dem Slogan „Die beste Profiliga der Welt“ (Najlepsza zawodowa liga na świecie) für sich wirbt, ist die polnische staatliche Glücksspielgesellschaft Totalizator Sportowy, der die Marke Lotto gehört.
Die Mannschaftskader mussten bis zum 25. Februar zusammengestellt werden; ein weiteres Transferfenster gab es vom 15. bis zum 25. November. In jeder Begegnung musste jede Mannschaft mindestens eine polnische Spielerin oder einen polnischen Spieler einsetzen.
Für das Final-Four-Turnier gab es für die Halbfinalspiele eine Auslosung, bei der die nach der Hauptrunde beiden Erstplatzierten und die beiden anderen Mannschaften in verschiedene Lostöpfe kamen.

## Überblick
| Osavi Tennis Team Kalisz |

| Park Tenisowy Olimpia Poznań |

| KT Kubala Ustroń |

| AZS Tenis Poznań |

| CKT Grodzisk Mazowiecki |

| BKT Advantage Bielsko-Biała |

| KS Górnik Bytom |

| WKT Mera Warschau |

Abschlusstabelle der Hauptrunde
| Rang | Mannschaft                   | Begegnungen | Punkte |
| ---- | ---------------------------- | ----------- | ------ |
| 1    | CKT Grodzisk Mazowiecki      | 7           | 21     |
| 2    | BKT Advantage Bielsko-Biała  | 7           | 17     |
| 3    | KT Kubala Ustroń             | 7           | 13     |
| 4    | WKT Mera Warschau            | 7           | 12     |
| 5    | KS Górnik Bytom              | 7           | 8      |
| 6    | AZS Tenis Poznań             | 7           | 7      |
| 7    | Park Tenisowy Olimpia Poznań | 7           | 6      |
| 8    | Osavi Tennis Team Kalisz     | 7           | 0      |

Relegation
Park Tenisowy Olimpia Poznań – TIM Gwardia Breslau 4:2
Park Tenisowy Olimpia Poznań verzichtete auf einen Verbleib in der Liga, dafür verblieb der Tabellenletzte Osavi Tennis Team Kalisz.
Final-Four-Turnier
Halbfinale:

CKT Grodzisk Mazowiecki - KT Kubala Ustroń 5:1

BKT Advantage Bielsko-Biała - WKT Mera Warschau 4:0
Spiel um Platz 3:

WKT Mera Warschau - KT Kubala Ustroń 4:2
Endspiel:

BKT Advantage Bielsko-Biała - CKT Grodzisk Mazowiecki 4:2

## Ergebnisse im Einzelnen

### 1. Spieltag (29. Mai / 10:00)
| Dameneinzel                       | Dameneinzel                    | Dameneinzel      |
| --------------------------------- | ------------------------------ | ---------------- |
| Martyna Zaremba                   | Darija Snihur                  | 2:6, 0:6         |
| Karolina Bartusek                 | Aleksandra Jeleń               | 4:6, 2:6         |
| Herreneinzel                      |                                |                  |
| Petr Hájek                        | Roberto Marcora                | 6:4, 3:6, [6:10] |
| Piotr Gryńkowski                  | Michał Mikuła                  | 6:1, 2:6, [10:8] |
| Damendoppel                       |                                |                  |
| Karolina Bartusek Martyna Zaremba | Aleksandra Jeleń Darija Snihur | 2:6, 1:6         |
| Herrendoppel                      |                                |                  |
| Piotr Gryńkowski Petr Hájek       | Roberto Marcora Piotr Pawlak   | 6:4, 2:6, [10:6] |

| Dameneinzel                           | Dameneinzel                           | Dameneinzel        |
| ------------------------------------- | ------------------------------------- | ------------------ |
| Kamilla Bartone                       | Weronika Falkowska                    | 63:7, 6:4, [13:15] |
| Anastassija Soboljewa                 | Darija Lopatezka                      | 62:7, 5:7          |
| Herreneinzel                          |                                       |                    |
| Błażej Sopoliński                     | Heorhiy Krawtschenko                  | 3:6, 4:6           |
| Oleksij Krutych                       | Grégoire Barrère                      | 3:6, 6:3, [8:10]   |
| Damendoppel                           |                                       |                    |
| Kamilla Bartone Anastassija Soboljewa | Weronika Falkowska Darija Lopatezka   | 7:65, 6:4          |
| Herrendoppel                          |                                       |                    |
| Patrik Niklas-Salminen Aldin Šetkić   | Grégoire Barrère Heorhiy Krawtschenko | 4:6, 62:7          |

| Dameneinzel                        | Dameneinzel                    | Dameneinzel       |
| ---------------------------------- | ------------------------------ | ----------------- |
| Rebecca Šramková                   | Katarzyna Kawa                 | 2:6, 0:6          |
| Julia Oczachowska                  | Maja Chwalińska                | 0:6, 0:6          |
| Herreneinzel                       |                                |                   |
| Lukáš Rosol                        | Jozef Kovalík                  | 1:6, 3:6          |
| Paweł Ciaś                         | Michał Dembek                  | 4:6, 3:6          |
| Damendoppel                        |                                |                   |
| Julia Oczachowska Rebecca Šramková | Maja Chwalińska Katarzyna Kawa | 1:6, 1:6          |
| Herrendoppel                       |                                |                   |
| Mateusz Kowalczyk Lukáš Rosol      | Michał Dembek Jozef Kovalík    | 7:65, 2:6, [10:6] |

| Dameneinzel                    | Dameneinzel                   | Dameneinzel      |
| ------------------------------ | ----------------------------- | ---------------- |
| Ania Hertel                    | Eliza Kostowa                 | 7:5, 6:0         |
| Wiktoria Rutkowska             | Martyna Kubka                 | 3:6, 6:4, [11:9] |
| Herreneinzel                   |                               |                  |
| Maciej Smoła                   | Kacper Żuk                    | 65:7, 1:6        |
| Przemysław Michocki            | Jerzy Janowicz                | 2:6, 63:7        |
| Damendoppel                    |                               |                  |
| Ania Hertel Wiktoria Rutkowska | Martyna Kubka Katarzyna Piter | 2:6, 3:6         |
| Herrendoppel                   |                               |                  |
| Maciej Smoła Dawid Taczała     | Łukasz Kubot Kacper Żuk       | 3:6, 1:6         |

### 2. Spieltag (5. Juni / 10:00)
| Dameneinzel                     | Dameneinzel                       | Dameneinzel       |
| ------------------------------- | --------------------------------- | ----------------- |
| Darija Lopatezka                | Jowana Kołowrotkiewicz            | 6:0, 6:1          |
| Marcelina Podlińska             | Karolina Bartusek                 | 6:2, 6:2          |
| Herreneinzel                    |                                   |                   |
| Vít Kopřiva                     | Petr Hájek                        | 6:2, 2:6, [10:4]  |
| Wojciech Marek                  | Piotr Gryńkowski                  | 61:7, 6:4, [7:10] |
| Damendoppel                     |                                   |                   |
| Oliwia Bergler Darija Lopatezka | Karolina Bartusek Agata Będkowska | 6:2, 6:2          |
| Herrendoppel                    |                                   |                   |
| Vít Kopřiva Wojciech Marek      | Petr Hájek Michał Matuszewski     | 6:3, 6:0          |

| Dameneinzel                           | Dameneinzel                           | Dameneinzel       |
| ------------------------------------- | ------------------------------------- | ----------------- |
| Urszula Radwańska                     | Kamilla Bartone                       | 6:0, 3:6, [12:10] |
| Aleksandra Jeleń                      | Anna Korzeniak                        | 6:2, 6:1          |
| Herreneinzel                          |                                       |                   |
| Daniel Michalski                      | Aldin Šetkić                          | 62:7, 4:6         |
| Luca Vanni                            | Jürgen Zopp                           | 6:4, 6:4          |
| Damendoppel                           |                                       |                   |
| Agnieszka Radwańska Urszula Radwańska | Kamilla Bartone Anastassija Soboljewa | 6:3, 6:4          |
| Herrendoppel                          |                                       |                   |
| Daniel Michalski Luca Vanni           | Aldin Šetkić Jürgen Zopp              | 3:6, 65:7         |

| Dameneinzel                        | Dameneinzel                     | Dameneinzel       |
| ---------------------------------- | ------------------------------- | ----------------- |
| Wiktoria Rutkowska                 | Natalia Siedliska               | 3:6, 2:6          |
| Amelia Paszun                      | Marta Leśniak                   | 2:6, 3:6          |
| Herreneinzel                       |                                 |                   |
| Przemysław Michocki                | Jaroslav Pospíšil               | 5:7, 5:7          |
| Borys Zgoła                        | Lukáš Rosol                     | 1:6, 1:6          |
| Damendoppel                        |                                 |                   |
| Wiktoria Rutkowska Sylwia Zagórska | Marta Leśniak Natalia Siedliska | 6:3, 3:6, [6:10]  |
| Herrendoppel                       |                                 |                   |
| Piotr Matuszewski Maciej Smoła     | Mateusz Kowalczyk Lukáš Rosol   | 65:7, 6:3, [8:10] |

| Dameneinzel                        | Dameneinzel                          | Dameneinzel       |
| ---------------------------------- | ------------------------------------ | ----------------- |
| Dalma Gálfi                        | Maja Chwalińska                      | 6:4, 3:6, [10:3]  |
| Ekaterine Gorgodse                 | Johana Marková                       | 6:2, 6:3          |
| Herreneinzel                       |                                      |                   |
| Maks Kaśnikowski                   | Zdeněk Kolář                         | 2:6, 7:64, [5:10] |
| Jerzy Janowicz                     | David Poljak                         | 6:3, 7:63         |
| Damendoppel                        |                                      |                   |
| Ekaterine Gorgodse Katarzyna Piter | Johana Marková Patrycja Niewiadomska | 6:1, 6:0          |
| Herrendoppel                       |                                      |                   |
| Jerzy Janowicz Łukasz Kubot        | Zdeněk Kolář David Poljak            | 6:1, 6:3          |

### 3. Spieltag (3. Juli / 10:00)
| Dameneinzel                      | Dameneinzel                         | Dameneinzel       |
| -------------------------------- | ----------------------------------- | ----------------- |
| Jesika Malečková                 | Ivana Šebestová                     | 7:5, 6:3          |
| Patrycja Niewiadomska            | Vanesa Šulcová                      | 4:6, 6:2, [10:12] |
| Herreneinzel                     |                                     |                   |
| David Poljak                     | Petr Hájek                          | 6:3, 6:2          |
| Michał Dembek                    | Piotr Gryńkowski                    | 6:1, 6:4          |
| Damendoppel                      |                                     |                   |
| Maja Chwalińska Jesika Malečková | Ivana Šebestová Vanesa Šulcová      | 6:0, 6:1          |
| Herrendoppel                     |                                     |                   |
| Michał Dembek David Poljak       | Piotr Gryńkowski Michał Matuszewski | 6:2, 6:2          |

| Dameneinzel                        | Dameneinzel                        | Dameneinzel       |
| ---------------------------------- | ---------------------------------- | ----------------- |
| Kamilla Bartone                    | Ekaterine Gorgodse                 | 3:6, 2:6          |
| Julie Belgraver                    | Irina Maria Bara                   | 7:62, 2:6, [6:10] |
| Herreneinzel                       |                                    |                   |
| Jürgen Zopp                        | Yann Wójcik                        | 6:4, 4:6, [8:10]  |
| Radosław Jandy                     | Jerzy Janowicz                     | 0:6, 0:6          |
| Damendoppel                        |                                    |                   |
| Kamilla Bartone Julie Belgraver    | Ekaterine Gorgodse Katarzyna Piter | 1:6, 4:6          |
| Herrendoppel                       |                                    |                   |
| Patrik Niklas-Salminen Jürgen Zopp | Łukasz Kubot Yann Wójcik           | 5:7, 4:6          |

| Dameneinzel                     | Dameneinzel                       | Dameneinzel       |
| ------------------------------- | --------------------------------- | ----------------- |
| Julia Oczachowska               | Weronika Falkowska                | 0:6, 3:6          |
| Marta Leśniak                   | Oliwia Bergler                    | 6:2, 6:2          |
| Herreneinzel                    |                                   |                   |
| Lukáš Rosol                     | Vít Kopřiva                       | 4:6, 6:3, [10:8]  |
| Paweł Ciaś                      | Wojciech Marek                    | 6:4, 6:4          |
| Damendoppel                     |                                   |                   |
| Marta Leśniak Julia Oczachowska | Oliwia Bergler Weronika Falkowska | 4:6, 4:6          |
| Herrendoppel                    |                                   |                   |
| Mateusz Kowalczyk Lukáš Rosol   | Vít Kopřiva Wojciech Marek        | 65:7, 6:2, [6:10] |
| Mixed                           |                                   |                   |
| Marta Leśniak Paweł Ciaś        | Weronika Falkowska Wojciech Marek | 2:6, 5:7          |

| Dameneinzel                      | Dameneinzel                        | Dameneinzel      |
| -------------------------------- | ---------------------------------- | ---------------- |
| Kristína Kučová                  | Wiktoria Rutkowska                 | 6:3, 6:2         |
| Urszula Radwańska                | Sylwia Zagórska                    | 6:2, 6:2         |
| Herreneinzel                     |                                    |                  |
| Daniel Michalski                 | Przemysław Michocki                | 6:1, 4:6, [10:7] |
| Luca Vanni                       | Dawid Taczała                      | 6:1, 6:3         |
| Damendoppel                      |                                    |                  |
| Aleksandra Jeleń Kristína Kučová | Wiktoria Rutkowska Sylwia Zagórska | 3:6, 4:6         |
| Herrendoppel                     |                                    |                  |
| Daniel Michalski Luca Vanni      | Przemysław Michocki Dawid Taczała  | 6:3, 5:7, [10:2] |

### 4. Spieltag (17. Juli / 10:00)
| Dameneinzel                         | Dameneinzel                           | Dameneinzel      |
| ----------------------------------- | ------------------------------------- | ---------------- |
| Martyna Zaremba                     | Walerija Strachowa                    | 2:6, 1:6         |
| Vanesa Šulcová                      | Eliza Kostowa                         | 2:6, 3:6         |
| Herreneinzel                        |                                       |                  |
| Petr Hájek                          | Maks Kaśnikowski                      | 64:7, 1:6        |
| Piotr Gryńkowski                    | Jerzy Janowicz                        | 5:7, 4:6         |
| Damendoppel                         |                                       |                  |
| Vanesa Šulcová Martyna Zaremba      | Paula Kania-Choduń Walerija Strachowa | 2:6, 1:6         |
| Herrendoppel                        |                                       |                  |
| Piotr Gryńkowski Michał Matuszewski | Maks Kaśnikowski Yann Wójcik          | 6:3, 2:6, [6:10] |

| Dameneinzel                  | Dameneinzel                         | Dameneinzel       |
| ---------------------------- | ----------------------------------- | ----------------- |
| Linda Nosková                | Jelisaweta Kotljar                  | 6:0, 65:7, [11:9] |
| Katarzyna Kawa               | Marta Burak                         | 6:1, 6:1          |
| Herreneinzel                 |                                     |                   |
| Maciej Rajski                | Marcel Politowicz                   | 7:61, 6:3         |
| Michał Dembek                | Błażej Sopoliński                   | 6:3, 6:0          |
| Damendoppel                  |                                     |                   |
| Katarzyna Kawa Linda Nosková | Marta Burak Jelisaweta Kotljar      | 6:1, 6:1          |
| Herrendoppel                 |                                     |                   |
| Michał Dembek Maciej Rajski  | Marcel Politowicz Błażej Sopoliński | 6:1, 6:1          |

| Dameneinzel                       | Dameneinzel                     | Dameneinzel |
| --------------------------------- | ------------------------------- | ----------- |
| Urszula Radwańska                 | Natalia Siedliska               | 6:3, 6:2    |
| Aleksandra Jeleń                  | Marta Leśniak                   | 4:6, 1:6    |
| Herreneinzel                      |                                 |             |
| Daniel Michalski                  | Lukáš Rosol                     | 0r:2        |
| Michał Mikuła                     | Paweł Ciaś                      | 0:6, 64:7   |
| Damendoppel                       |                                 |             |
| Laura Koralnik Urszula Radwańska  | Marta Leśniak Natalia Siedliska | 2:6, 4:6    |
| Herrendoppel                      |                                 |             |
| Mariusz Fyrstenberg Michał Mikuła | Paweł Ciaś Lukáš Rosol          | 63:7, 1:6   |

| Dameneinzel                            | Dameneinzel                      | Dameneinzel       |
| -------------------------------------- | -------------------------------- | ----------------- |
| Weronika Falkowska                     | Ania Hertel                      | 6:4, 3:6, [5:10]  |
| Zuzanna Bednarz                        | Wiktoria Rutkowska               | 3:6, 6:4, [10:6]  |
| Herreneinzel                           |                                  |                   |
| Wojciech Marek                         | Oleh Prychodko                   | 4:6, 66:7         |
| Martyn Pawelski                        | Przemysław Michocki              | 6:4, 6:2          |
| Damendoppel                            |                                  |                   |
| Weronika Falkowska Marcelina Podlińska | Ania Hertel Wiktoria Rutkowska   | 7:5, 0:6, [8:10]  |
| Herrendoppel                           |                                  |                   |
| Wojciech Marek Martyn Pawelski         | Piotr Matuszewski Oleh Prychodko | 64:7, 6:4, [7:10] |

### 5. Spieltag (31. Juli / 10:00)
| Dameneinzel                        | Dameneinzel                    | Dameneinzel      |
| ---------------------------------- | ------------------------------ | ---------------- |
| Justina Mikulskytė                 | Ivana Šebestová                | 7:66, 6:2        |
| Jelisaweta Kotljar                 | Martyna Zaremba                | 6:1, 6:0         |
| Herreneinzel                       |                                |                  |
| Jürgen Zopp                        | Witalij Satschko               | 5:7, 5:7         |
| Marcel Politowicz                  | Petr Hájek                     | 6:2, 6:3         |
| Damendoppel                        |                                |                  |
| Kamilla Bartone Justina Mikulskytė | Ivana Šebestová Vanesa Šulcová | 6:1, 6:3         |
| Herrendoppel                       |                                |                  |
| Marcel Politowicz Jürgen Zopp      | Piotr Gryńkowski Petr Hájek    | 3:6, 6:2, [7:10] |

| Dameneinzel                       | Dameneinzel                      | Dameneinzel       |
| --------------------------------- | -------------------------------- | ----------------- |
| Lena Papadakis                    | Walerija Strachowa               | 6:4, 7:5          |
| Marta Leśniak                     | Martyna Kubka                    | 2:6, 6:4, [10:7]  |
| Herreneinzel                      |                                  |                   |
| Jaroslav Pospíšil                 | Yann Wójcik                      | 6:4, 5:7, [7:10]  |
| Kamil Gajewski                    | Jerzy Janowicz                   | 2:6, 4:6          |
| Damendoppel                       |                                  |                   |
| Marta Leśniak Lena Papadakis      | Paula Kania-Choduń Martyna Kubka | 7:66, 4:6, [6:10] |
| Herrendoppel                      |                                  |                   |
| Mateusz Kowalczyk Grzegorz Panfil | Łukasz Kubot Yann Wójcik         | 63:7, 4:6         |

| Dameneinzel                          | Dameneinzel                           | Dameneinzel        |
| ------------------------------------ | ------------------------------------- | ------------------ |
| Wiktoria Rutkowska                   | Tereza Smitková                       | 5:7, 7:5, [6:10]   |
| Sylwia Zagórska                      | Patrycja Niewiadomska                 | 6:2, 6:0           |
| Herreneinzel                         |                                       |                    |
| Borys Zgoła                          | Lukáš Lacko                           | 6:4, 4:6, [7:10]   |
| Przemysław Michocki                  | Maciej Rajski                         | 2:6, 1:6           |
| Damendoppel                          |                                       |                    |
| Wiktoria Rutkowska Sylwia Zagórska   | Patrycja Niewiadomska Tereza Smitková | 6:3, 7:5           |
| Herrendoppel                         |                                       |                    |
| Piotr Matuszewski Borys Zgoła        | Michał Dembek Lukáš Lacko             | 6:4, 5:7, [10:8]   |
| Mixed                                |                                       |                    |
| Wiktoria Rutkowska Piotr Matuszewski | Tereza Smitková Michał Dembek         | 65:7, 7:64, [3:10] |

| Dameneinzel                      | Dameneinzel                     | Dameneinzel      |
| -------------------------------- | ------------------------------- | ---------------- |
| Darija Lopatezka                 | Darija Snihur                   | 2:6, 1:6         |
| Zuzanna Bednarz                  | Urszula Radwańska               | 1:6, 4:6         |
| Herreneinzel                     |                                 |                  |
| Vít Kopřiva                      | Daniel Michalski                | 6:3, 6:2         |
| Wojciech Marek                   | Luca Vanni                      | 4:6, 6:1, [8:10] |
| Damendoppel                      |                                 |                  |
| Zuzanna Bednarz Darija Lopatezka | Urszula Radwańska Darija Snihur | 4:6, 2:6         |
| Herrendoppel                     |                                 |                  |
| Vít Kopřiva Wojciech Marek       | Daniel Michalski Luca Vanni     | 64:7, 3:0r       |

### 6. Spieltag (7. August / 10:00)
| Dameneinzel                    | Dameneinzel                    | Dameneinzel      |
| ------------------------------ | ------------------------------ | ---------------- |
| Ivana Šebestová                | Ania Hertel                    | 6:1, 6:4         |
| Vanesa Šulcová                 | Wiktoria Rutkowska             | 3:6, 1:6         |
| Herreneinzel                   |                                |                  |
| Petr Hájek                     | Petr Nouza                     | 5:7, 3:6         |
| Piotr Gryńkowski               | Borys Zgoła                    | 6:4, 2:6, [10:7] |
| Damendoppel                    |                                |                  |
| Ivana Šebestová Vanesa Šulcová | Ania Hertel Wiktoria Rutkowska | 2:6, 5:7         |
| Herrendoppel                   |                                |                  |
| Piotr Gryńkowski Petr Hájek    | Piotr Matuszewski Petr Nouza   | 2:6, 0:6         |

| Dameneinzel                    | Dameneinzel                        | Dameneinzel       |
| ------------------------------ | ---------------------------------- | ----------------- |
| Rebecca Šramková               | Justina Mikulskytė                 | 6:1, 6:4          |
| Natalia Siedliska              | Julie Belgraver                    | 3:6, 6:3, [13:11] |
| Herreneinzel                   |                                    |                   |
| Paweł Ciaś                     | Jürgen Zopp                        | 6:2, 6:1          |
| Jaroslav Pospíšil              | Marcel Politowicz                  | 6:1, 6:0          |
| Damendoppel                    |                                    |                   |
| Marta Leśniak Rebecca Šramková | Julie Belgraver Justina Mikulskytė | 6:0, 6:1          |
| Herrendoppel                   |                                    |                   |
| Paweł Ciaś Mateusz Kowalczyk   | Marcel Politowicz Jürgen Zopp      | 6:4, 6:2          |

| Dameneinzel                    | Dameneinzel                                 | Dameneinzel       |
| ------------------------------ | ------------------------------------------- | ----------------- |
| Irina Maria Bara               | Weronika Falkowska                          | 4:6, 2:6          |
| Martyna Kubka                  | Stefania Rogozińska-Dzik                    | 6:4, 1:6, [12:10] |
| Herreneinzel                   |                                             |                   |
| Kacper Żuk                     | Wojciech Marek                              | 7:5, 6:3          |
| Jerzy Janowicz                 | Maciej Ziomber                              | 6:0, 6:1          |
| Damendoppel                    |                                             |                   |
| Irina Maria Bara Martyna Kubka | Weronika Falkowska Stefania Rogozińska-Dzik | 6:2, 6:3          |
| Herrendoppel                   |                                             |                   |
| Yann Wójcik Kacper Żuk         | Wojciech Marek Maciej Ziomber               | 3:6, 4:6          |

| Dameneinzel                           | Dameneinzel                     | Dameneinzel       |
| ------------------------------------- | ------------------------------- | ----------------- |
| Urszula Radwańska                     | Katarzyna Kawa                  | 4:6, 2:6          |
| Aleksandra Zuchańska                  | Viktória Kužmová                | 3:6, 1:6          |
| Herreneinzel                          |                                 |                   |
| Daniel Michalski                      | Lukáš Lacko                     | 2:6, 3:6          |
| Luca Vanni                            | Michał Dembek                   | 6:4, 6:4          |
| Damendoppel                           |                                 |                   |
| Agnieszka Radwańska Urszula Radwańska | Katarzyna Kawa Viktória Kužmová | 5:7, 2:6          |
| Herrendoppel                          |                                 |                   |
| Mariusz Fyrstenberg Luca Vanni        | Michał Dembek Maciej Rajski     | 2:6, 7:67, [10:8] |

### 7. Spieltag (14. August / 10:00)
| Dameneinzel                       | Dameneinzel                       | Dameneinzel      |
| --------------------------------- | --------------------------------- | ---------------- |
| Ivana Šebestová                   | Lena Papadakis                    | 1:6, 6:3, [8:10] |
| Karolina Bartusek                 | Natalia Siedliska                 | 0:6, 0:6         |
| Herreneinzel                      |                                   |                  |
| Petr Hájek                        | Illja Martschenko                 | 4:6, 65:7        |
| Michał Matuszewski                | Paweł Ciaś                        | 5:7, 1:6         |
| Damendoppel                       |                                   |                  |
| Karolina Bartusek Ivana Šebestová | Natalia Siedliska Joanna Zawadzka | 0:6, 4:6         |
| Herrendoppel                      |                                   |                  |
| Petr Hájek Michał Matuszewski     | Paweł Ciaś Mateusz Kowalczyk      | 0:0r             |

| Dameneinzel                      | Dameneinzel                            | Dameneinzel      |
| -------------------------------- | -------------------------------------- | ---------------- |
| Ania Hertel                      | Julie Belgraver                        | 6:4, 6:1         |
| Wiktoria Rutkowska               | Justina Mikulskytė                     | 1:6, 4:6         |
| Herreneinzel                     |                                        |                  |
| Oleh Prychodko                   | Oleksij Krutych                        | 1:6, 5:7         |
| Petr Nouza                       | Marcel Politowicz                      | 7:5, 7:63        |
| Damendoppel                      |                                        |                  |
| Ania Hertel Wiktoria Rutkowska   | Julie Belgraver Justina Mikulskytė     | 6:2, 2:6, [7:10] |
| Herrendoppel                     |                                        |                  |
| Piotr Matuszewski Oleh Prychodko | Oleksij Krutych Patrik Niklas-Salminen | 5:7, 6:4, [5:10] |

| Dameneinzel                      | Dameneinzel                            | Dameneinzel      |
| -------------------------------- | -------------------------------------- | ---------------- |
| Martyna Kubka                    | Urszula Radwańska                      | 2:6, 2:6         |
| Eliza Kostowa                    | Aleksandra Zuchańska                   | 2:6, 3:6         |
| Herreneinzel                     |                                        |                  |
| Kamil Majchrzak                  | Michał Mikuła                          | 6:3, 6:2         |
| Jerzy Janowicz                   | Luca Vanni                             | 6:3, 6:2         |
| Damendoppel                      |                                        |                  |
| Paula Kania-Choduń Martyna Kubka | Urszula Radwańska Aleksandra Zuchańska | 6:4, 4:6, [10:4] |
| Herrendoppel                     |                                        |                  |
| Kamil Majchrzak Kacper Żuk       | Michał Mikuła Luca Vanni               | 6:3r             |

| Dameneinzel                   | Dameneinzel                              | Dameneinzel |
| ----------------------------- | ---------------------------------------- | ----------- |
| Linda Nosková                 | Stefania Rogozińska-Dzik                 | 1:0r        |
| Tereza Smitková               | Zuzanna Bednarz                          | 6:2, 6:1    |
| Herreneinzel                  |                                          |             |
| Lukáš Lacko                   | Heorhiy Krawtschenko                     | 7:5, 7:5    |
| Michał Dembek                 | Wojciech Marek                           | 6:4, 6:2    |
| Damendoppel                   |                                          |             |
| Linda Nosková Tereza Smitková | Zuzanna Bednarz Stefania Rogozińska-Dzik | w.o.        |
| Herrendoppel                  |                                          |             |
| Michał Dembek Maciej Rajski   | Heorhiy Krawtschenko Wojciech Marek      | w.o.        |

### Relegation (4. Dezember / 10:00)
| Dameneinzel                     | Dameneinzel                        | Dameneinzel       |
| ------------------------------- | ---------------------------------- | ----------------- |
| Zuzanna Kubacha                 | Tereza Smitková                    | 4:6, 3:6          |
| Jelisaweta Kotljar              | Katarzyna Wysoczańska              | 6:2, 6:4          |
| Herreneinzel                    |                                    |                   |
| Aldin Šetkić                    | Marcel Zieliński                   | 7:63, 6:3         |
| Aleksander Błuś                 | Sandro Szic                        | 6:3, 1:6, [0:10]  |
| Damendoppel                     |                                    |                   |
| Kamilla Bartone Zuzanna Kubacha | Tereza Smitková Adrianna Sosnowska | 4:6, 7:64, [10:5] |
| Herrendoppel                    |                                    |                   |
| Aleksander Błuś Aldin Šetkić    | Mikołaj Lis Marcel Zieliński       | 6:2, 6:4          |

### Final-Four-Turnier (8.–10. Dezember / jeweils 10:00)
| Dameneinzel                          | Dameneinzel                    | Dameneinzel       |
| ------------------------------------ | ------------------------------ | ----------------- |
| Tereza Martincová                    | Lena Papadakis                 | 7:5, 6:3          |
| Dalma Gálfi                          | Daniela Vismane                | 6:4, 5:7, [10:2]  |
| Herreneinzel                         |                                |                   |
| Kacper Żuk                           | Lukáš Rosol                    | 3:6, 4:6          |
| Maks Kaśnikowski                     | Paweł Ciaś                     | 6:2, 6:2          |
| Damendoppel                          |                                |                   |
| Ekaterine Gorgodse Tereza Martincová | Lena Papadakis Daniela Vismane | 61:7, 6:1, [10:6] |
| Herrendoppel                         |                                |                   |
| Łukasz Kubot Jan Zieliński           | Marek Gengel Lukáš Rosol       | 6:2, 6:0          |

| Dameneinzel     | Dameneinzel       | Dameneinzel |
| --------------- | ----------------- | ----------- |
| Petra Martić    | Darija Snihur     | 7:60, 6:0   |
| Katarzyna Kawa  | Urszula Radwańska | 6:4, 6:3    |
| Herreneinzel    |                   |             |
| Emil Ruusuvuori | Daniel Michalski  | 6:0, 6:1    |
| Jiří Lehečka    | Luca Vanni        | 7:67, 6:4   |

| Dameneinzel                    | Dameneinzel                     | Dameneinzel       |
| ------------------------------ | ------------------------------- | ----------------- |
| Daniela Vismane                | Urszula Radwańska               | 7:60, 1:6, [3:10] |
| Lena Papadakis                 | Darija Snihur                   | 64:7, 4:6         |
| Herreneinzel                   |                                 |                   |
| Paweł Ciaś                     | Luca Vanni                      | 6:4, 3:6, [7:10]  |
| Lukáš Rosol                    | Daniel Michalski                | 6:1, 6:2          |
| Damendoppel                    |                                 |                   |
| Lena Papadakis Daniela Vismane | Urszula Radwańska Darija Snihur | 6:4r              |
| Herrendoppel                   |                                 |                   |
| Marek Gengel Lukáš Rosol       | Mariusz Fyrstenberg Luca Vanni  | 5:7, 4:6          |

| Dameneinzel                   | Dameneinzel                | Dameneinzel      |
| ----------------------------- | -------------------------- | ---------------- |
| Dalma Gálfi                   | Katarzyna Kawa             | 7:5, 0:6, [10:8] |
| Tereza Martincová             | Petra Martić               | 4:6, 1:6         |
| Herreneinzel                  |                            |                  |
| Kacper Żuk                    | Emil Ruusuvuori            | 4:4r             |
| Maks Kaśnikowski              | Jiří Lehečka               | 2r:2             |
| Damendoppel                   |                            |                  |
| Dalma Gálfi Tereza Martincová | Petra Martić Linda Nosková | 5:7, 64:7        |
| Herrendoppel                  |                            |                  |
| Łukasz Kubot Jan Zieliński    | Jiří Lehečka Tomáš Macháč  | 6:3, 3:6, [6:10] |

## Spielerwechsel während der Saison
Die Tschechin Tereza Smitková, die in der Hauptrunde für BKT Advantage Bielsko-Biała gespielt hatte (fünf Einsätze), trat in der Relegation für TIM Gwardia Breslau an. Neu in der Relegation bei Park Tenisowy Olimpia Poznań waren Zuzanna Kubacha und Aleksander Błuś.
Beim Final-Four-Turnier waren neu bei CKT Grodzisk Mazowiecki die Tschechin Tereza Martincová und Jan Zieliński, bei BKT Advantage Bielsko-Biała die Kroatin Petra Martić, die Tschechen Jiří Lehečka und Tomáš Macháč sowie der Finne Emil Ruusuvuori und bei KT Kubala Ustroń die Lettin Daniela Vismane und der Tscheche Marek Gengel.

## Erfolgreichste Spielerinnen oder Spieler
in der Hauptrunde
- Jerzy Janowicz (CKT Grodzisk Mazowiecki): 8 Siege bei 8 Einsätzen
- Michał Dembek (BKT Advantage Bielsko-Biała): 8 Siege bei 12 Einsätzen
- Marta Leśniak (KT Kubala Ustroń): 7 Siege bei 10 Einsätzen
- Urszula Radwańska (WKT Mera Warszawa): 7 Siege bei 11 Einsätzen

beim Final-Four-Turnier
- Petra Martić (BKT Advantage Bielsko-Biała): 3 Siege bei 3 Einsätzen
- Jiří Lehečka (BKT Advantage Bielsko-Biała): 3 Siege bei 3 Einsätzen